# Telegrafverkets hus
Telegrafverkets hus är en byggnad i kvarteret 34 Gymnasiet vid Västra Hamngatan 15/Vallgatan 10 i stadsdelen Inom Vallgraven i Göteborg.
Byggnaden uppfördes som gymnasiebyggnad år 1826 efter ritningar av Jonas Hagberg. Den  bestod då av två våningar och var försedd med sadeltak. År 1862 flyttade gymnasiet till Högre latinläroverket vid Hvitfeldtsplatsen.
Sedan gymnasiet flyttat ut övertogs lokalerna av Göteborgs Auktionsverk och en mindre ombyggnad skedde. Auktionsverket höll till i byggnaden fram till 1892, då det flyttade till Tredje Långgatan.
År 1892 byggdes huset om till telegraf- och telefonstation efter ritningar av Isak Gustaf Clason, varvid det försågs med en vindsvåning och fasaden moderniserades med spritputsade fasader och kraftiga gavlar. Telegrafverket flyttade år 1912 till det då nybyggda huset vid Kaserntorget. Televerket behöll lokalerna för bland annat kurslokaler och fackföreningsavdelning fram till 1990-talet. Det fyrkantiga telefontrådstornet revs omkring år 1960.
Över entrén finns texten Kunglig Telegraf- och telefonstation omgiven med telesymboler, så som åskviggar.
På tomten låg Domprostgården fram till stadsbranden år 1804.
År 1999 flyttade LM Engströms gymnasium in i lokalerna.

## Bilder

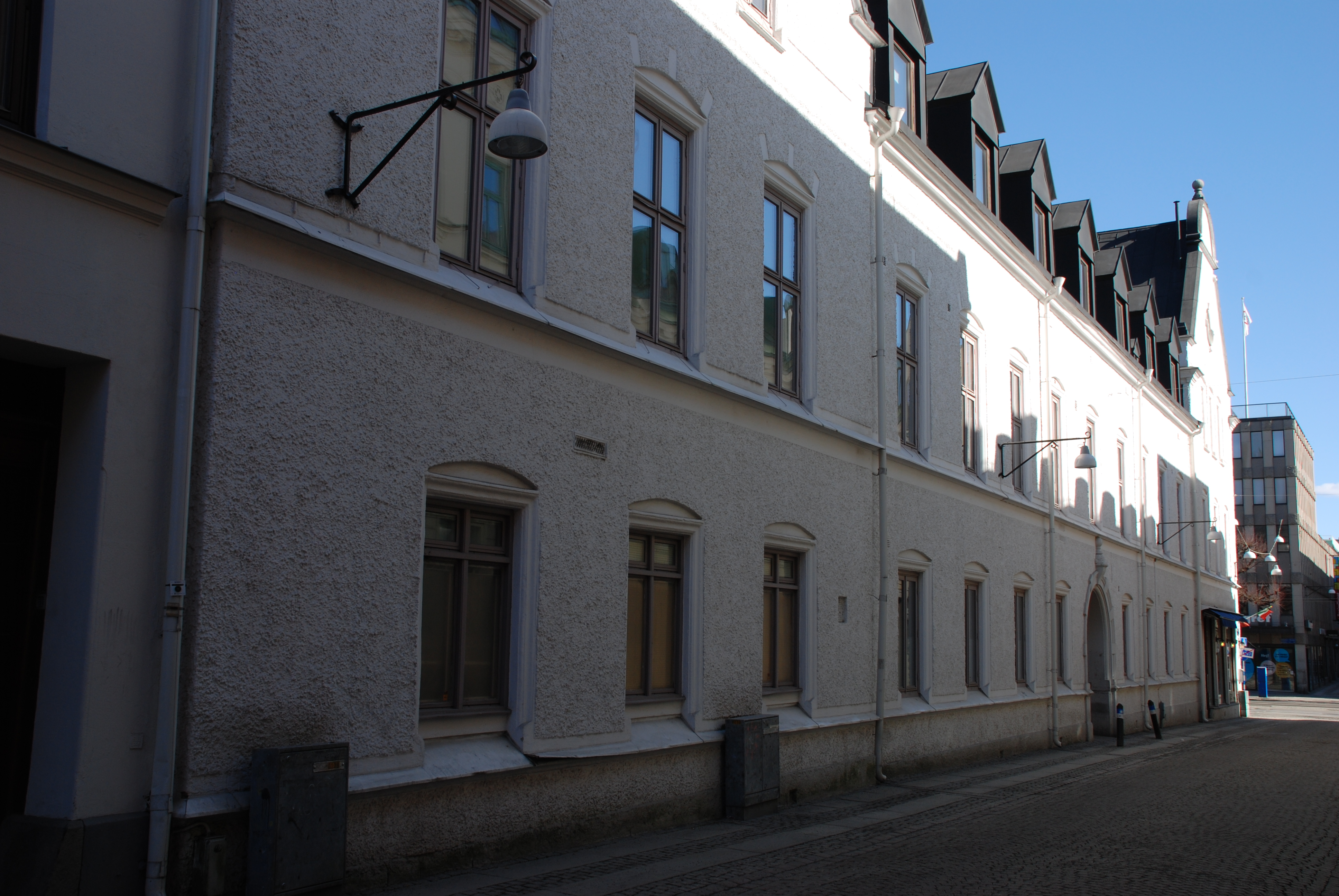
Telegrafverkets hus - fasad mot Vallgatan 10.
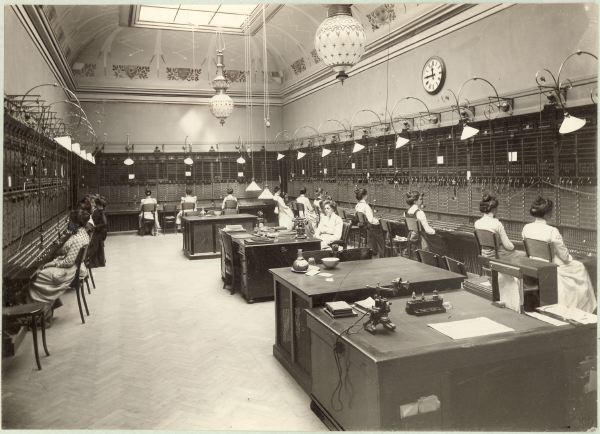
Interiör år 1901. Bildsamlingen vid Göteborgs stadsmuseum.
Telegrafverkets hus omkring år 1900.